# Quittner Ervin
Quittner Ervin (Budapest, 1891. október 30. – dachaui koncentrációs tábor, 1945. február 24.) magyar építész, Quittner Zsigmond fia.

## Élete
A charlottenburgi műegyetemen végezte tanulmányait. Ezt követően Budapesten működött, és elsősorban gyárépületeket, villákat és kastélyokat tervezett. Tagja az Országos Középítési Tanácsnak, és egyetlen magyar tagja volt a pápai képzőművészeti akadémiának.
Részt vett Liber Endre kislakásépítési programjában is egy bérház építésével (közelebbi helye nem ismert).

## Ismert épületei
- az esztergomi érseki tanítóképző,[7]
- a békéscsabai római katolikus egyházközség plébániaépülete és két bérháza,[7]
- a Magyar Pamutipar,[7]
- Hazai Fésüsfonó,[7]
- Hungária Jacquard szövőgyár,[7]
- Kammer Textilipar (később: Kőbányai Textilművek), Budapest, Gyömrői út[7]
- Magyar Ammóniagyár stb. gyártelepei.[7]
- 1923: szolgálati lakásokat tartalmazó házak a Kőbányai Textilművek dolgozóinak, Budapest, Gyömrői út 88.[9] (2019 k. a gyárral együtt elbontották)

## Egyéb irodalom
- Gottdank Tibor: Dinasztiák: a Quittner család a Deák-mauzóleumtól a Fiat-autószervizig (epiteszforum.hu, 2020. február 23.)